# Wulferstedt
Wulferstedt este o comună din landul Saxonia-Anhalt, Germania.